# Renato Santos
Renato dos Santos, mais conhecido como Renato Santos, (São Bernardo do Campo, 30 de janeiro de 1987), é um ex-futebolista brasileiro que atuava como zagueiro.

## Carreira
Renato Santos começou nas categorias de base do Vitória. Em 2004 transferiu-se para o Paulista onde no mesmo ano foi vice-campeão do Campeonato Paulista. Com grande destaque na equipe do Paulista veio o interesse do Corinthians que ao termino da temporada 2005 contratou o jovem zagueiro. Em 2006 Renato Santos brigava por uma vaga no time titular do Corinthians, mais não se saiu bem, e em 2007 foi emprestado ao Juventus-SP onde foi Campeão Paulista da Série A2. No final de 2007 quando seu contrato com o Juventus-SP terminou, Renato retornou ao Parque São Jorge e novamente foi emprestado, desta vez para o Grêmio Barueri onde foi Campeão Paulista do Interior em 2008. Ainda no mesmo ano foi para o Boavista de Portugal e jogou o final da temporada 2008. Então em 2009 veio por empréstimo para o Botafogo-SP para disputar o Campeonato Paulista. Quando seu contrato de empréstimo se encerrou ainda em 2009 o Penafiel de Portugal comprou seu passe, e Renato Santos ficou no clube luso por duas temporadas, até que o Joinville o contratou. Com o grande destaque que obteve no clube conquistando o Campeonato Brasileiro da Série C de 2011 e Copa Santa Catarina de 2011 despertou o interesse do Avaí.

### Avaí
O Avaí fechou a sua contratação para 2012. Sua estreia pelo time, foi contra a Chapecoense na Arena Condá em Chapecó no dia 22 de janeiro de 2012 pelo Campeonato Catarinense. O resultado não foi bom, já que o Avaí saiu derrotado por 1 a 0, apesar de muitas oportunidades de gol perdidas pelo Leão da Ilha. Marcou o seu primeiro gol no dia 1 de fevereiro, no jogo contra o Brusque fora de casa por 1 a 0.

### Flamengo
No dia 17 de setembro de 2012 o Flamengo acertou sua contratação até o fim de 2014, numa negociação envolvendo além dele, mais 4 jogadores. No dia 10 de outubro de 2012 na sua estreia pelo Flamengo, Renato Santos marcou seu primeiro gol com a camisa rubro-negra contra o Corinthians. Em sua primeira temporada no Flamengo ganhou a condição de titular absoluto, o respeito de Dorival Junior e o respeito da torcida. Por jogar limpo e raramente cometer faltas, Renato Santos ganhou o status de "Rei da Antecipação", por geralmente prever o que o atacante vai fazer e bloquear as jogadas com muito sucesso. Em 2013 participou da pré-temporada do clube no Ninho do Urubu e foi uma das únicas unanimidades do elenco. Voltando de férias em ótimas condições físicas, foi encaixado no time dos garotos que iniciará o campeonato. Renato será o líder da defesa e formará dupla com Frauches. No dia 7 de fevereiro de 2012, o mandatário do Avaí, João Nílson Zunino, afirmou que mesmo em débito pela contratação de Cléber Santana e Renato Santos, o Flamengo pagou uma parte, o valor pago pelo rubro-negro foi de R$ 667 mil reais, sobrando ainda R$ 1,4 milhões de reais.

### Vitória
No dia 12 de setembro de 2013, Renato Santos foi emprestado ao Vitória, clube onde já havia atuado nas categorias de base. No rubro-negro baiano, esteve na reserva durante toda a sua passagem, disputando apenas três jogos pelo Campeonato Brasileiro.

### América Mineiro
Para o ano de 2014, acertou com o América Mineiro.

## Estatísticas
Até 6 de fevereiro de 2014.

### Clubes
| Clube             | Temporada         | Campeonato nacional | Campeonato nacional | Campeonato nacional | Copa nacional[a] | Copa nacional[a] | Copa nacional[a] | Competições continentais[b] | Competições continentais[b] | Competições continentais[b] | Outros torneios[c] | Outros torneios[c] | Outros torneios[c] | Total | Total | Total   |
| Clube             | Temporada         | Jogos               | Gols                | Assist.             | Jogos            | Gols             | Assist.          | Jogos                       | Gols                        | Assist.                     | Jogos              | Gols               | Assist.            | Jogos | Gols  | Assist. |
| ----------------- | ----------------- | ------------------- | ------------------- | ------------------- | ---------------- | ---------------- | ---------------- | --------------------------- | --------------------------- | --------------------------- | ------------------ | ------------------ | ------------------ | ----- | ----- | ------- |
| Joinville         | 2012              | 15                  | 1                   | 0                   | —                | —                | —                | —                           | —                           | —                           | 8                  | 1                  | 0                  | 23    | 2     | 0       |
| Joinville         | Total             | 15                  | 1                   | 0                   | 0                | 0                | 0                | 0                           | 0                           | 0                           | 8                  | 1                  | 0                  | 23    | 2     | 0       |
| Avaí              | 2012              | 17                  | 0                   | 0                   | —                | —                | —                | —                           | —                           | —                           | 20                 | 1                  | 0                  | 37    | 1     | 0       |
| Avaí              | Total             | 17                  | 0                   | 0                   | 0                | 0                | 0                | 0                           | 0                           | 0                           | 20                 | 1                  | 0                  | 37    | 1     | 0       |
| Flamengo          | 2012              | 10                  | 1                   | 0                   | —                | —                | —                | —                           | —                           | —                           | —                  | —                  | —                  | 10    | 1     | 0       |
| Flamengo          | 2013              | 4                   | 0                   | 0                   | 4                | 0                | 0                | —                           | —                           | —                           | 8                  | 0                  | 1                  | 16    | 0     | 1       |
| Flamengo          | Total             | 14                  | 1                   | 0                   | 4                | 0                | 0                | 0                           | 0                           | 0                           | 8                  | 0                  | 1                  | 26    | 1     | 1       |
| Vitória           | 2013              | 3                   | 0                   | 0                   | —                | —                | —                | —                           | —                           | —                           | —                  | —                  | —                  | 3     | 0     | 0       |
| Vitória           | Total             | 3                   | 0                   | 0                   | 0                | 0                | 0                | 0                           | 0                           | 0                           | 0                  | 0                  | 0                  | 3     | 0     | 0       |
| América Mineiro   | 2014              | 11                  | 0                   | 0                   | 0                | 0                | 0                | —                           | —                           | —                           | 4                  | 2                  | 0                  | 15    | 2     | 0       |
| América Mineiro   | Total             | 11                  | 0                   | 0                   | 0                | 0                | 0                | 0                           | 0                           | 0                           | 4                  | 2                  | 0                  | 15    | 2     | 0       |
| Bragantino        | 2015              | —                   | —                   | —                   | —                | —                | —                | —                           | —                           | —                           | 12                 | 0                  | 0                  | 12    | 0     | 0       |
| Bragantino        | Total             | 0                   | 0                   | 0                   | 0                | 0                | 0                | 0                           | 0                           | 0                           | 12                 | 0                  | 0                  | 12    | 0     | 0       |
| Macaé             | 2015              | 7                   | 0                   | 0                   | —                | —                | —                | —                           | —                           | —                           | 1                  | 0                  | 0                  | 8     | 0     | 0       |
| Macaé             | Total             | 7                   | 0                   | 0                   | 0                | 0                | 0                | 0                           | 0                           | 0                           | 1                  | 0                  | 0                  | 8     | 0     | 0       |
| Mogi Mirim        | 2016              | 0                   | 0                   | 0                   | —                | —                | —                | —                           | —                           | —                           | 0                  | 0                  | 0                  | 0     | 0     | 0       |
| Mogi Mirim        | Total             | 0                   | 0                   | 0                   | 0                | 0                | 0                | 0                           | 0                           | 0                           | 0                  | 0                  | 0                  | 0     | 0     | 0       |
| Total na carreira | Total na carreira | 67                  | 2                   | 0                   | 4                | 0                | 0                | 0                           | 0                           | 0                           | 53                 | 4                  | 1                  | 124   | 6     | 1       |

- a. ^ Jogos da Copa do Brasil
- b. ^ Jogos da Copa Sul-Americana
- c. ^ Jogos do Campeonato Carioca e Jogo amistoso

## Títulos
Juventus
- Campeonato Paulista - Série A2: 2007

Grêmio Barueri
- Campeonato Paulista do Interior: 2008

Joinville
- Campeonato Brasileiro Série C: 2011
- Copa Santa Catarina: 2011

Avaí
- Campeonato Catarinense: 2012

Flamengo
- Copa do Brasil: 2013

### Prêmios individuais
- Seleção do Campeonato Catarinense: 2012